# Marco Misciagna
Marco Misciagna (Bari, 5. veljače 1984., talijanski je violist i violinist.

## Životopis
Marco Misciagna je s 15 godina diplomirao violinu i violu na Konzervatoriju N.Piccinni u Bari, a kasnije je stekao diplomu na Nacionalnoj akademiji Santa Cecilia u Rimu. Studirao je kod Corrado Romano i kod Đorđe Trkulja (nekadašnje prve violine Zagrebački kvartet). Nastavio je studirati kod Salvatore Accardo na Accademia Stauffer u Cremoni, kod Boris Belkin i Juryj Bashmet na Accademia Chigiana u Sieni, gdje je dobio dvije počasne diplome i dva puta osvojio nagradu Monte dei Paschi di Siena, kao najbolji violinist i najbolji svirač viole u školi (prvi put u povijesti akademije).
Marco Misciagna niz je godina bio solist Málaga gudačkog orkestra te je gostovao u velikim koncertnim dvoranama i međunarodnim orkestrima.
Počasni je profesor na Državnom konzervatoriju S.Rahmanjinov u Tambovu, Dalekoistočnoj akademiji umjetnosti u Vladivostoku (Rusija), Institut Supérieur de Musique de Sousse (Sveučilište u Susa, Tunis), Estaban Salas Konzervatorij u Santiagu de Cuba, Pettman National Junior Academy of Music (Auckland, Novi Zeland), Državni konzervatorij Komitas u Erevanu (Armenija).
Godine 2018. potpredsjednik ukrajinske vlade dodijelio mu je zlatnu medalju za proslavu 150. obljetnice Kijevske opere.

## Nagrade i priznanja
- 2017. - "Arte, Sport e territorio" - Izvrsnost u Pugliji[5]
- 2019. - Međunarodna nagrada "Fontane di Roma" (37. izdanje)[6]
- 2019. - Elmo Price "Priče obične kulture"[7]
- 2019. - Međunarodna nagrada - Zlatna medalja "Maison des Artistes" (Sveučilište La Sapienza);
- 2019. - Međunarodna nagrada Constantinus Magnus (Constantin Nemagnic Red of St. Stephen);[8]
- 2019. - Nagrada "Vigna d'Argento" (Palazzo Montecitorio, Zastupnički dom, Rim);[9]
- 2019. - Međunarodna nagrada "Duchessa Lucrezia Borgia"[10]
- 2019. - Međunarodna nagrada grada Napulja za umjetnost, kulturu i modu, 9. izdanje Akademije Oscar[11]
- 2019. - "Cicero Award" (Fondazione "Marco Tullio Cicerone")'
- 2019. - Nagrada Vincenzo Crocitti ("VINCE International", Rim) [12]
- 2019. - Nagrada "Zlatni Histonium"
- 2019. - Nagrada Mona Lisa 2019.[13]
- 2020. - Nagrada Ubaldo Lay[14]
- 2020. - Nagrada Silver Chimera[15]
- 2021. - Nagrada "Silver Eagle"
- Medalja za zasluge za srebrni jubilej Vojnog reda Konstantina u St.Jurja, podijeljena 16. travnja 2016.;[16]
- Srebrna medalja za 300. obljetnicu Bolla Militantis Ecclesiae" koju je Papa Klement XI objavio preko Reda sv. Jurja od sv. Vojnog Konstantina 27/05/2018;[17]
- Zlatna medalja - Proslava 150. obljetnice Ukrajinska nacionalna opera (svibanj 2018.)[18]
- Počasni građanin grada Ayvalık - Turska (veljača 2018.)[19]
- Medalja za suradnju u Ukrajini. Br.988 - 2. studenog 2020.[20]
- Medalja Reda Svetog Jurja iz Ukrajine. Br. 1725 - 2. studenog 2020.[21]
- Uvaženi gost u gradu Santiago de Cuba

## Vanjske poveznice
- Misciagnas officielle hjemmeside